# Чемпионат КОНКАКАФ среди женщин
Чемпионат КОНКАКАФ среди женщин (англ. CONCACAF Women's Championship, исп. Campeonato femenino de Concacaf; в 2000—2006 годах Золотой кубок КОНКАКАФ среди женщин, в 2010 году Квалификационный турнир КОНКАКАФ чемпионата мира среди женщин) — регулярный турнир национальных женских сборных по футболу, проходящий под эгидой КОНКАКАФ — Конфедерации футбола Северной и Центральной Америки и стран Карибского бассейна. На протяжении значительной части своей истории, помимо определения сильнейшей женской сборной региона, служит отборочным турниром к женскому чемпионату мира. Начиная с 2002 года проводится раз в 4 года, в год, предшествующий чемпионату мира.

## История
Турнир впервые проведён в 1991 году в преддверии первого женского чемпионата мира. До 1998 носил название чемпионата КОНКАКАФ среди женщин (в 1993 году — Пригласительный чемпионат КОНКАКАФ среди женщин, англ. CONCACAF Women's Invitational Championship), в 2000—2006 годах — Золотого кубка КОНКАКАФ среди женщин (англ. CONCACAF Women’s Gold Cup). В 2010 году официально назывался Квалификационным турниром КОНКАКАФ чемпионата мира среди женщин (англ. CONCACAF Women’s World Cup Qualifying), а с 2014 года снова носит историческое название.
Как правило турнир играет роль отборочного к чемпионатам мира среди женщин, однако в 1993 и 2000 году отбор в его рамках не проводился. Начиная с 2002 года расписание турнира составлено таким образом, чтобы он проходил раз в 4 года, в год, предшествующий чемпионату мира. С 2002 года в финальную часть чемпионатов мира автоматически выходят сборные, занявшие два первых места в турнире КОНКАКАФ, с 2014 года — первые три места. Кроме того, США в 1999 и Канада в 2015 году были автоматически допущены в финальный турнир как команды стран-организаторов чемпионата мира. Сборная Мексики, занявшая второе место в 1998 году и третье место в 2006 году, участвовала в стыковых матчах за право участия в финальном турнире соответственно с командами Аргентины и Японии, в первом случае одержав суммарную победу со счётом 6:3, а во втором уступив с суммарным счётом 3:2. Сборная США, занявшая третье место в турнире 2011 года, участвовала в стыковых матчах со сборной Италии, завоевав право на участие в финальном турнире с суммарным счётом 2:0. Команды, занявшие 4-е место в турнире КОНКАКАФ 2014 и 2018 года (соответственно, Тринидад и Тобаго и Панама), уступили в стыковых матчах право участия в финальном турнире соперникам из конференции КОНМЕБОЛ — Эквадору и Аргентине.
За историю турнира его выигрывали лишь две сборные. Сборная США завоёвывала золотые медали 8 раз, сборная Канады — 2 раза.

## Призёры
| Год  | Место проведения |                    | Чемпион            | 2-е место          | 3-е место                | Квалификация на ЧМ |
| ---- | ---------------- | ------------------ | ------------------ | ------------------ | ------------------------ | ------------------ |
| 1991 | Гаити            | США 1-й титул      | Канада             | Тринидад и Тобаго  | США                      |                    |
| 1993 | США              | США 2-й титул      | Новая Зеландия     | Канада             | —                        |                    |
| 1994 | Канада           | США 3-й титул      | Канада             | Мексика            | Канада, США              |                    |
| 1998 | Канада           | Канада 1-й титул   | Мексика            | Коста-Рика         | Канада, Мексика          |                    |
| 2000 | США              | США 4-й титул      | Бразилия           | КНР                | —                        |                    |
| 2002 | США/ Канада      | США 4-й титул      | Канада             | Мексика            | Канада, США              |                    |
| 2006 | США              | США 6-й титул      | Канада             | Мексика            | Канада, США              |                    |
| 2010 | Мексика          | Канада 2-й титул   | Мексика            | США                | Канада, Мексика, США     |                    |
| 2014 | США              | США 7-й титул      | Коста-Рика         | Мексика            | Коста-Рика, Мексика, США |                    |
| 2018 | США              | США 8-й титул      | Канада             | Ямайка             | Канада, США, Ямайка      |                    |
| 2022 | США/ Канада      | Предстоящий турнир | Предстоящий турнир | Предстоящий турнир | Предстоящий турнир       | Предстоящий турнир |

1. ↑  Чемпионаты, не бывшие квалификационными турирами чемпионатов мира, выделены голубым цветом
2. ↑  США не участвовали как страна-организатор чемпионата мира
3. ↑  Сборная Мексики получила право на участие в чемпионате мира после победы в стыковых матчах над сборной Аргентины
4. ↑  Сборная США получила право на участие в чемпионате мира после победы в стыковых матчах над сборной Италии
5. ↑  Канада не участвовала как страна-организатор чемпионата мира